# Colpochila rubida
Colpochila rubida är en skalbaggsart som beskrevs av Britton 1986. Colpochila rubida ingår i släktet Colpochila och familjen Melolonthidae. Inga underarter finns listade i Catalogue of Life.